# Yulia Vyacheslavovna Lipnitskaya
Yulia Vyacheslavovna Lipnitskaya (tiếng Nga: Юлия Вячеславовна Липницкая; sinh ngày 5 tháng 6 năm 1998) là một nữ vận động viên trượt băng nghệ thuật người Liên bang Nga. Cô là nhà vô địch châu Âu năm 2014, vô địch giải trẻ thế giới năm 2012. Cô giành huy chương vàng tại Thế vận hội mùa Đông Sochi 2014 ở cuộc thi trượt băng nghệ thuật đồng đội.

## Đầu đời
Yulia Vyacheslavovna Lipnitskaya sinh ngày 5 tháng 6 năm 1998 tại Yekaterinburg, Nga. Daniela Leonidovna Lipnitskaya, một người mẹ đơn thân, cô nuôi dưỡng Yulia và đã lấy họ của mình đặt cho con gái. Trong thời gian Daniela mang thai, Vyacheslav, cha của Yulia, đã được gọi nhập ngũ vào quân đội Nga và sau đó đã chọn không quay trở lại với gia đình của mình.

## Sự nghiệp

### Khởi đầu của sự nghiệp
Lipnitskaya bắt đầu trượt băng từ năm 4 tuổi khi cô được mẹ đưa đi tập luyện dưới sự hướng dẫn của huấn luyện viên Elena Levkovets. Cô cũng tập luyện thể dục nhịp điệu để cải thiện sự linh hoạt và tăng sức dẻo dai cơ thể của mình. Cô trượt băng ở Yekaterinburg cho đến năm 2009, khi Lipnitskaya và mẹ bắt đầu thảo luận về những dự định tương lai của mình, Gia đình cô chuyển đến Moskva để theo đuổi sự nghiệp trượt băng của cô. Lipnitskaya gia nhập nhóm của Eteri Georgievna Tutberidze vào tháng 3 năm 2009.
Trong mùa giải 2009–10, Lipnitskaya đứng vị trí thứ năm ở cấp độ bán chuyên tại Giải vô địch Nga 2010. Tại giải vô địch Nga năm 2011 cô đứng thứ tư ở cấp độ chuyên nghiệp. Lipnitskaya cũng thi đấu tại giải vô địch trẻ Nga, nhưng sau đó đã rút lui.

### Mùa giải 2011–12: Ra mắt quốc tế

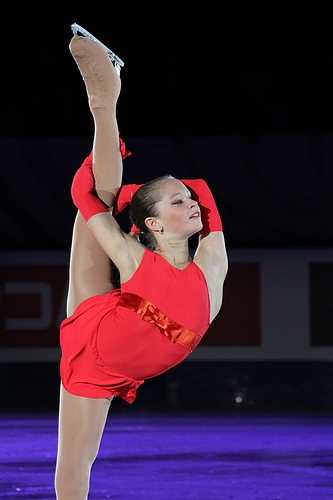
Lipnitskaya tại Chung kết Grand Prix Thiếu niên 2011–2012

Lipnitskaya đã đủ tuổi tham gia cuộc thi quốc tế dành cho lứa tuổi thiếu niên ở mùa giải 2011–12. Cô ra mắt ở loạt giải đấu Junior Grand Prix tại Baltic Cup ở Gdańsk, Ba Lan, giành chiến thắng cả hai bài thi để giành về cho mình tấm huy chương vàng. Sau đó, cô đã giành được cơ hội thứ hai của mình tại Milan, Ý, đủ điều kiện để tham gia Chung kết Junior Grand Prix. Tại Vòng Chung kết Junior Grand Prix ở Quebec, Lipnitskaya đã đứng đầu trong cả hai giai đoạn để giành về tấm huy chương vàng.

## Kỷ lục và thành tựu
- Vận động viên trượt băng nghệ thuật trẻ nhất giành được huy chương vàng tại Thế vận hội kể từ năm 1936 và là vận động viên trẻ thứ hai từ trước đến nay đạt thành tích này.[16]
- Vận động viên người Nga trẻ nhất giành được huy chương vàng tại Thế vận hội Mùa đông.[17]
- Vận động viên trượt băng đơn nữ đầu tiên của Nga đạt tổng điểm trên 200.[18]

## Các bài thi
| Mùa giải | Bài thi ngắn                                                                                            | Bài thi tự do | Bài biểu diễn |
| -------- | --- | --- | --- |

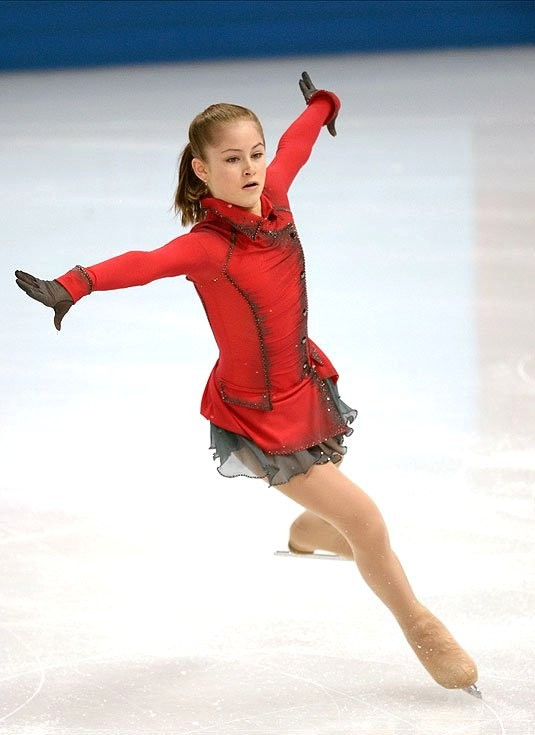
Lipnitskaya thực hiện bài thi tự do của mình tại nội dung đồng đội môn trượt băng nghệ thuât Thế vận hội 2014

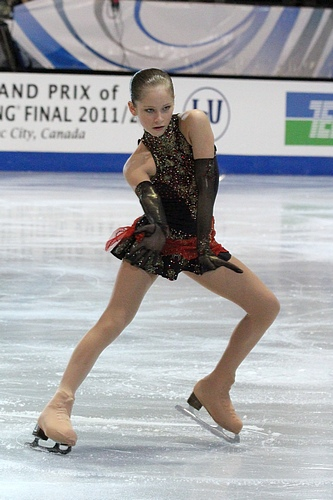
Lipnitskaya tại Chung kết Junior Grand Prix 2011–12

| 2016–17  | - Les feuilles mortes bởi Koala Liu vũ đạo bởi Stéphane Lambiel                                         | - Kill Bill soundtrack - "Twisted Nerve" bởi Bernard Herrmann - "Goodnight Moon" bởi Shivaree - "Ironside" (trích đoạn) bởi Quincy Jones - "Bang Bang (My Baby Shot Me Down)" bởi Nancy Sinatra - "Battle Without Honor or Humanity" bởi Tomoyasu Hotei vũ đạo bởi Alexei Urmanov, Olga Poverennaya | |
| 2015–16  | - Can't Help Falling in Love - (You're the) Devil in Disguise bởi Elvis Presley vũ đạo bởi Marina Zueva | - Leningrad bởi William Joseph vũ đạo bởi Marina Zueva | - Megapolis (tiếng Nga: Мегаполис) bởi Bel Suono - Dance for You bởi Beyoncé                                                                |
| 2014–15  | - Megapolis (tiếng Nga: Мегаполис) bởi Bel Suono vũ đạo bởi Ilya Averbuch                               | - A Time for Us (từ nhạc phim Romeo and Juliet) bởi Nino Rota - Mother's Journey (từ nhạc phim Good Bye, Lenin!) bởi Yann Tiersen - Forbidden Love (từ nhạc phim Romeo and Juliet) bởi Abel Korzeniowski vũ đạo bởi Ilya Averbuch                                                                   | - It's Wonderful bởi Paolo Conte |
| 2013–14  | - You Don't Give Up On Love (tiếng Nga: Не отрекаются любя) bởi Mark Minkov vũ đạo bởi Ilya Averbuch    | - Schindler's List bởi John Williams vũ đạo bởi Ilya Averbuch | - Je t'aime bởi Lara Fabian - Sabre Dance bởi Aram Khachaturian phiên bản violin của Vanessa-Mae - Kill Bill Vol. 1 bởi RZA từ Wu-Tang Clan |
| 2012–13  | - Sabre Dance bởi Aram Khachaturian phiên bản violin của Vanessa-Mae vũ đạo bởi Nikolai Morozov         | - Pas de Deux (từ nhạc phim The Nutcracker) vũ đạo bởi Nikolai Morozov | - Je t'aime bởi Lara Fabian |
| 2011–12  | - Dark Eyes (Russian Folk Music) vũ đạo bởi Nikolai Morozov                                             | - Un Giorno Per Noi (từ nhạc phim Romeo and Juliet) bởi Nino Rota vũ đạo bởi Nikolai Morozov | - Je t'aime bởi Lara Fabian |

## Thành tích nổi bật trong thi đấu

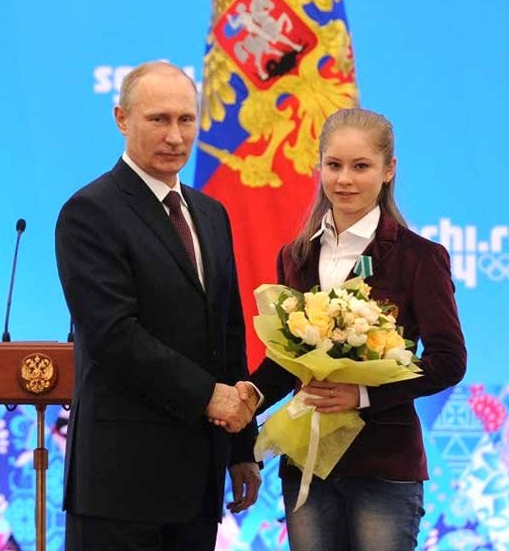
Lipnitskaya tại lễ trao giải dành cho các vận động viên Nga cùng với Tổng thống Vladimir Putin năm 2014

- GP – Giải đấu nằm trong ISU Grand Prix Series
- JGP – Giải đấu nằm trong ISU Junior Grand Prix Series
- CS – Giải đấu nằm trong ISU Challenger Series
- RL – Rút lui khỏi giải đấu

| Mùa giải                                 | 2010–11 | 2011–12 | 2012–13 | 2013–14 | 2014–15 | 2015–16 | 2016–17 |
| ---------------------------------------- | ------- | ------- | ------- | ------- | ------- | ------- | ------- |
| Thế vận hội Mùa đông                     |         |         |         | Hạng 5  |         |         |         |
| Thế vận hội Mùa đông (nội dung Đồng đội) |         |         |         | Hạng 1  |         |         |         |
| Giải vô địch Thế giới                    |         |         |         | Hạng 2  |         |         |         |
| Giải vô địch Châu Âu                     |         |         |         | Hạng 1  |         |         |         |
| Grand Prix Final                         |         |         | RL      | Hạng 2  | Hạng 5  |         |         |
| Giải vô địch Nga                         | Hạng 4  | Hạng 2  | RL      | Hạng 2  | Hạng 9  | Hạng 7  |         |
| GP Cup of China                          |         |         | Hạng 2  |         | Hạng 2  |         |         |
| GP Rostelecom Cup                        |         |         |         | Hạng 1  |         |         | Hạng 12 |
| GP Skate America                         |         |         |         |         |         | Hạng 6  |         |
| GP Skate Canada                          |         |         |         | Hạng 1  |         |         |         |
| GP Trophée Éric Bompard                  |         |         | Hạng 3  |         | Hạng 2  | Hạng 2  |         |
| CS Finlandia Trophy                      |         |         | Hạng 1  | Hạng 1  |         | Hạng 2  |         |
| CS Nepela Memorial                       |         |         |         |         |         |         | Hạng 12 |
| Cup of Tyrol                             |         |         |         |         |         | Hạng 1  |         |
| Chung kết Cúp Nga                        |         |         |         |         |         | Hạng 2  |         |

| Mùa giải                   | 2009–10 | 2010–11 | 2011–12 | 2012–13 |
| -------------------------- | ------- | ------- | ------- | ------- |
| World Junior Championships |         |         | Hạng 1  | Hạng 2  |
| Junior Grand Prix Final    |         |         | Hạng 1  |         |
| Russian Championships      | Hạng 5  | RL      | Hạng 1  | Hạng 5  |
| JGP Italy                  |         |         | Hạng 1  |         |
| JGP Poland                 |         |         | Hạng 1  |         |

## Kết quả chi tiết

### Cấp độ Senior

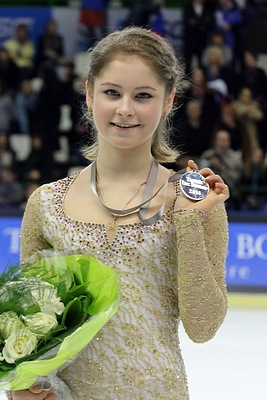
Lipnitskaya tại giải Trophée Éric Bompard 2014

- Các huy chương nhỏ đối với bài thi ngắn và bài thi tự do chỉ được trao tại Giải vô địch ISU.

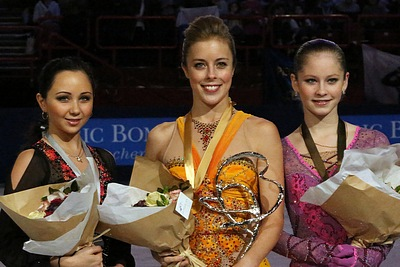
Lipnitskaya (phải) cùng với Ashley Wagner và Elizaveta Tuktamysheva đứng trên bục trao huy chương tại giải Trophée Éric Bompard 2012

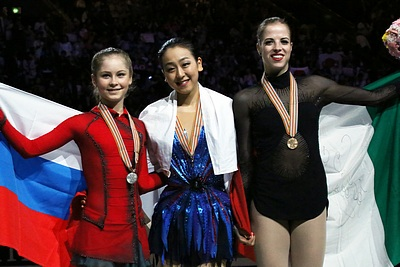
Lipnitskaya (trái) cùng với Mao Asada và Carolina Kostner đứng trên bục trao huy chương tại giải Giải vô địch Thế giới 2014

| Ngày                    | Sự kiện               | BTN | BTN     | TD | TD      | Tổng cộng | Tổng cộng | Chi tiết |
| Ngày                    | Sự kiện               | TH  | Điểm số | TH | Điểm số | TH        | Điểm số   | Chi tiết |
| ----------------------- | --------------------- | --- | ------- | -- | ------- | --------- | --------- | -------- |
| 26–29 tháng 12 năm 2010 | Giải vô địch Nga 2011 | 5   | 59.13   | 4  | 117.14  | 4         | 176.27    | Chi tiết |

| Ngày                    | Sự kiện               | BTN | BTN     | TD | TD      | Tổng cộng | Tổng cộng | Chi tiết |
| Ngày                    | Sự kiện               | TH  | Điểm số | TH | Điểm số | TH        | Điểm số   | Chi tiết |
| ----------------------- | --------------------- | --- | ------- | -- | ------- | --------- | --------- | -------- |
| 25–29 tháng 12 năm 2011 | Giải vô địch Nga 2012 | 3   | 63.11   | 1  | 128.54  | 2         | 191.65    | Chi tiết |

| Ngày                    | Sự kiện                   | BTN | BTN     | TD | TD      | Tổng cộng | Tổng cộng | Chi tiết |
| Ngày                    | Sự kiện                   | TH  | Điểm số | TH | Điểm số | TH        | Điểm số   | Chi tiết |
| ----------------------- | ------------------------- | --- | ------- | -- | ------- | --------- | --------- | -------- |
| 5–7 tháng 10 năm 2012   | Finlandia Trophy 2012     | 2   | 64.05   | 1  | 124.18  | 1         | 188.23    | Chi tiết |
| 2–4 tháng 11 năm 2012   | Cup of China 2012         | 1   | 63.06   | 2  | 114.86  | 2         | 177.92    | Chi tiết |
| 16–18 tháng 11 năm 2012 | Trophée Éric Bompard 2012 | 1   | 63.55   | 3  | 115.76  | 3         | 179.31    | Chi tiết |

| Ngày                    | Sự kiện                                       | BTN | BTN     | TD | TD      | Tổng cộng | Tổng cộng | Chi tiết |
| Ngày                    | Sự kiện                                       | TH  | Điểm số | TH | Điểm số | TH        | Điểm số   | Chi tiết |
| ----------------------- | --------------------------------------------- | --- | ------- | -- | ------- | --------- | --------- | -------- |
| 4–6 tháng 10 năm 2013   | Finlandia Trophy 2013                         | 1   | 65.49   | 1  | 125.82  | 1         | 191.31    | Chi tiết |
| 25–27 tháng 10 năm 2013 | Skate Canada International 2013               | 2   | 66.89   | 1  | 131.34  | 1         | 198.23    | Chi tiết |
| 22–24 tháng 11 năm 2013 | Rostelecom Cup 2013                           | 1   | 72.24   | 2  | 118.56  | 1         | 190.80    | Chi tiết |
| 5–8 tháng 12 năm 2013   | Chung kết Grand Prix 2013–14                  | 4   | 66.62   | 2  | 125.45  | 2         | 192.07    | Chi tiết |
| 24–26 tháng 12 năm 2013 | Giải vô địch Nga 2014                         | 2   | 70.32   | 1  | 140.49  | 2         | 210.81    | Chi tiết |
| 15–19 tháng 1 năm 2014  | Giải vô địch Châu Âu 2014                     | 2   | 69.97   | 1  | 139.75  | 1         | 209.72    | Chi tiết |
| 6–9 tháng 2 năm 2014    | Thế vận hội Mùa đông 2014 (Nội dung đồng đội) | 1   | 72.90   | 1  | 141.51  | 1         | –         | Chi tiết |
| 19–20 tháng 2 năm 2014  | Thế vận hội Mùa đông 2014                     | 5   | 65.23   | 6  | 135.34  | 5         | 200.57    | Chi tiết |
| 27–29 tháng 3 năm 2014  | Giải vô địch Thế giới 2014                    | 3   | 74.54   | 2  | 132.96  | 2         | 207.50    | Chi tiết |

| Ngày                    | Sự kiện                      | BTN | BTN     | TD | TD      | Tổng cộng | Tổng cộng | Chi tiết |
| Ngày                    | Sự kiện                      | TH  | Điểm số | TH | Điểm số | TH        | Điểm số   | Chi tiết |
| ----------------------- | ---------------------------- | --- | ------- | -- | ------- | --------- | --------- | -------- |
| 7–9 tháng 11 năm 2014   | Cup of China 2014            | 1   | 69.56   | 4  | 104.01  | 2         | 173.57    | Chi tiết |
| 21–23 tháng 11 năm 2014 | Trophée Éric Bompard 2014    | 2   | 66.79   | 2  | 118.39  | 2         | 185.18    | Chi tiết |
| 11–14 tháng 12 năm 2014 | Chung kết Grand Prix 2014–15 | 2   | 66.24   | 6  | 111.55  | 5         | 177.79    | Chi tiết |
| 24–28 tháng 12 năm 2014 | Giải vô địch Nga 2015        | 6   | 66.90   | 11 | 102.80  | 9         | 169.70    | Chi tiết |

| Ngày                    | Sự kiện                   | BTN | BTN     | TD | TD      | Tổng cộng | Tổng cộng | Chi tiết |
| Ngày                    | Sự kiện                   | TH  | Điểm số | TH | Điểm số | TH        | Điểm số   | Chi tiết |
| ----------------------- | ------------------------- | --- | ------- | -- | ------- | --------- | --------- | -------- |
| 8–11 tháng 10 năm 2015  | CS Finlandia Trophy 2015  | 2   | 62.81   | 2  | 109.52  | 2         | 172.33    | Chi tiết |
| 23–25 tháng 10 năm 2015 | Skate America 2015        | 5   | 62.24   | 7  | 108.39  | 6         | 170.63    | Chi tiết |
| 13–15 tháng 11 năm 2015 | Trophée Éric Bompard 2015 | 2   | 65.63   | –  | –       | 2         | –         | Chi tiết |
| 24–27 tháng 12 năm 2015 | Giải vô địch Nga 2016     | 3   | 73.77   | 10 | 121.47  | 7         | 195.24    | Chi tiết |
| 16–20 tháng 2 năm 2016  | Chung kết Cúp Nga 2016    | 1   | 65.43   | 3  | 123.12  | 2         | 188.55    | Chi tiết |
| 9–13 tháng 3 năm 2016   | Cup of Tyrol 2016         | 1   | 66.73   | 1  | 105.91  | 1         | 172.64    | Chi tiết |

Ghi chú: Giải đấu Trophée Éric Bompard 2015 đã bị hủy sau vụ tấn công Paris vào tháng 11 năm 2015. Các bài thi ngắn đã được hoàn thành vào ngày 13 tháng 11, nhưng các bài thi tự do được tổ chức vào ngày hôm sau. Vào ngày 23 tháng 11, Liên đoàn Trượt băng Quốc tế đã thông báo rằng kết quả của bài thi ngắn sẽ được coi là kết quả cuối cùng của cuộc thi.
| Ngày                             | Sự kiện                        | BTN | BTN     | TD | TD      | Tổng cộng | Tổng cộng | Chi tiết |
| Ngày                             | Sự kiện                        | TH  | Điểm số | TH | Điểm số | TH        | Điểm số   | Chi tiết |
| -------------------------------- | ------------------------------ | --- | ------- | -- | ------- | --------- | --------- | -------- |
| 29 tháng 9 – 1 tháng 10 năm 2016 | CS Ondrej Nepela Memorial 2016 | 1   | 63.16   | 5  | 102.30  | 2         | 165.46    | Chi tiết |
| 4–6 tháng 11 năm 2016            | Rostelecom Cup 2016            | 3   | 69.25   | 12 | 79.21   | 12        | 148.46    | Chi tiết |

### Cấp độ trẻ

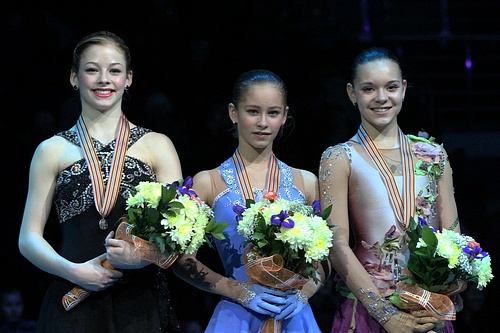
Lipnitskaya (giữa) tại Giải Vô địch trẻ Thế giới 2012

| Ngày                 | Sự kiện                             | BTN | BTN     | TD | TD      | Tổng cộng | Tổng cộng | Chi tiết |
| Ngày                 | Sự kiện                             | TH  | Điểm số | TH | Điểm số | TH        | Điểm số   | Chi tiết |
| -------------------- | ----------------------------------- | --- | ------- | -- | ------- | --------- | --------- | -------- |
| 3–6 tháng 2 năm 2010 | 2010 Russian Championships (Junior) | 5   | 55.66   | 5  | 99.84   | 5         | 155.50    | Chi tiết |

| Ngày                 | Sự kiện                             | BTN | BTN     | TD | TD      | Tổng cộng | Tổng cộng | Chi tiết |
| Ngày                 | Sự kiện                             | TH  | Điểm số | TH | Điểm số | TH        | Điểm số   | Chi tiết |
| -------------------- | ----------------------------------- | --- | ------- | -- | ------- | --------- | --------- | -------- |
| 2–4 tháng 2 năm 2011 | 2011 Russian Championships (Junior) | 7   | 51.75   | –  | –       | –         | RL        | Chi tiết |

| Ngày                   | Sự kiện                             | BTN | BTN     | TD | TD      | Tổng cộng | Tổng cộng | Chi tiết |
| Ngày                   | Sự kiện                             | TH  | Điểm số | TH | Điểm số | TH        | Điểm số   | Chi tiết |
| ---------------------- | ----------------------------------- | --- | ------- | -- | ------- | --------- | --------- | -------- |
| 15–17 tháng 9 năm 2011 | 2011 JGP Poland                     | 1   | 60.37   | 1  | 112.14  | 1         | 172.51    | Chi tiết |
| 6–8 tháng 10 năm 2011  | 2011 JGP Italy                      | 1   | 63.71   | 1  | 119.34  | 1         | 183.05    | Chi tiết |
| 8–11 tháng 12 năm 2011 | 2011–12 Junior Grand Prix Final     | 1   | 59.98   | 1  | 119.75  | 1         | 179.73    | Chi tiết |
| 5–7 tháng 2 2012       | 2012 Russian Championships (Junior) | 1   | 65.28   | 1  | 126.64  | 1         | 191.92    | Chi tiết |
| 2–3 tháng 3 năm 2012   | 2012 World Junior Championships     | 1   | 63.09   | 1  | 123.96  | 1         | 187.05    | Chi tiết |

| Ngày                 | Sự kiện                             | BTN | BTN     | TD | TD      | Tổng cộng | Tổng cộng | Chi tiết |
| Ngày                 | Sự kiện                             | TH  | Điểm số | TH | Điểm số | TH        | Điểm số   | Chi tiết |
| -------------------- | ----------------------------------- | --- | ------- | -- | ------- | --------- | --------- | -------- |
| 1–2 tháng 2 năm 2013 | 2013 Russian Championships (Junior) | 3   | 67.03   | 6  | 111.53  | 5         | 178.56    | Chi tiết |
| 2–3 tháng 3 năm 2013 | 2013 World Junior Championships     | 4   | 53.86   | 2  | 111.81  | 2         | 165.67    | Chi tiết |

## Giải thưởng
- Huân chương Hữu nghị của Nga đối với "những đóng góp to lớn cho sự nghiệp phát triển của văn hóa thể chất và thể thao, đạt thành tích cao trong thi đấu thể thao tại Thế vận hội Mùa đông lần thứ XXII (2014) tại thành phố Sochi" (24 tháng 2 năm 2014)[32]

| Năm  | Giải thưởng         | Hạng mục                                        | Kết quả   | Nguồn  |
| ---- | ------------------- | ----------------------------------------------- | --------- | ------ |
| 2015 | Kids' Choice Awards | Ngôi sao thể thao người Nga được yêu thích nhất | Đoạt giải | [ 33 ] |